# Solicitor

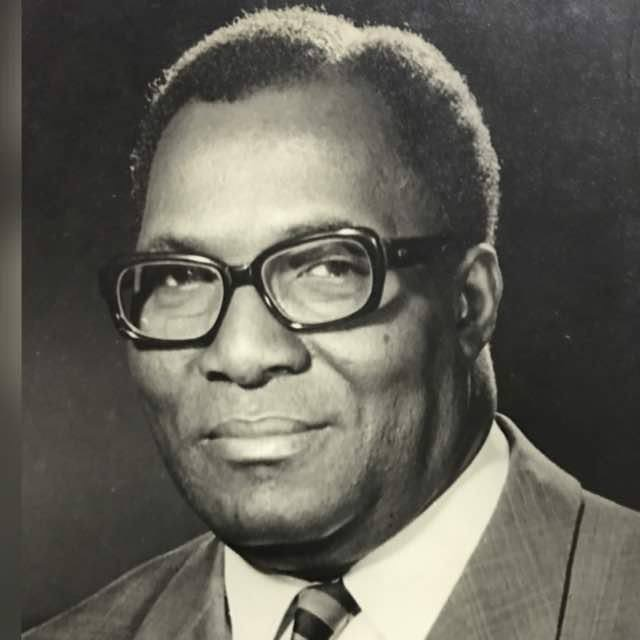
Samuel Azu Crabbe (18 de noviembre de 1918 – 15 de septiembre de 2005) fue abogado, procurador y jurista. Fue el quinto presidente de la Corte Suprema de Ghana desde que el país se convirtió en nación independiente. También fue presidente del Comité Olímpico Nacional de Ghana.

Un solicitor o representante legal es un profesional del derecho o alguien que, sin ser necesariamente jurista, se ocupa de la mayoría de los asuntos legales en algunas jurisdicciones, sobre todo las asociadas al Derecho anglosajón. Una persona debe tener cualificaciones legalmente definidas, que varían de una jurisdicción a otra, para ser descrita como solicitor y poder ejercer en ella como tal. Con algunas excepciones, los solicitors en ejercicio deben estar en posesión de un título o certificado que les permita ejercer. Hay muchos más solicitors que barristers en Inglaterra; ocupándose de los aspectos generales de dar asesoramiento legal y llevar a cabo los procedimientos legales.
En las jurisdicciones de Inglaterra y Gales y en Irlanda del Norte, en algunos estados australianos, Hong Kong, Sudáfrica (donde se les denomina attorneys) y la República de Irlanda, la profesión jurídica está dividida entre solicitors y barristers (llamados advocates en algunos países), y un jurista normalmente sólo tendrá uno de los dos títulos. 
En Escocia, la división es entre solicitors y advocates. Sin embargo, en Canadá, Malasia, Nueva Zelanda, Singapur y la mayoría de los estados australianos, la profesión está ahora, a efectos prácticos, "fusionada", lo que permite a los juristas tener el título de "barrister y solicitor" y ejercer como ambos. Algunos licenciados en Derecho empiezan como uno y luego también comienzan a ejercer como el otro.